# Пань Фушэн
Пань Фушэн (кит. 潘复生, декабрь 1908, Вэньдэн, Шаньдун — апрель 1980, Харбин, Хэйлунцзян) — китайский революционер, государственный и политический деятель.
Первый секретарь парткомов КПК провинций Хэйлунцзян (1965—1971), Хэнань (1952—1958) и Пинъюань (1949—1950), глава исполнительной власти (ревкома) провинции Хэйлунцзян (1967—1971).
Во время Большого скачка являлся сторонником маршала Пэн Дэхуая и критиковал политику коллективизации Мао Цзэдуна, в результате чего в 1958 году был смещён с поста партийного лидера провинции Хэнань и подвергся политическим репрессиям, но позже был реабилитирован. В период Культурной революции, работая в должности Первого секретаря парткома КПК провинции Хэйлунцзян и с одобрения Мао, поддерживал движение хунвейбинов, однако в 1971 году был отстранён от должности и попал под расследование по делу о незаконных действиях и превышении должностных полномочий в отношении политических оппонентов. В 1982 году Компартия Китая официально подвергла Пань Фушэна критике за «серьёзные ошибки во время Культурной революции».

## Биография
Пань Фушэн (настоящее имя Лю Кайцзюнь) родился в декабре 1908 года в бедной крестьянской семье в уезде Вэньдэн, провинция Шаньдун.
После окончания окружной школы принят с наивысшими баллами на вступительных экзаменах в педагогический институт Вэньдэна, однако позже был вынужден оставить учёбу из-за тяжёлого финансового положения и пять следующих лет преподавал в сельской начальной школе.
В 1929 году поступил в Первый педагогический колледж провинции Шаньдун. В 1931 году вступил в Коммунистическую партию Китая.
После Мукденского инцидента 18 сентября 1931 года, приведшего к японской оккупации Маньчжурии, организовывал студенческое сопротивление, антияпонские и антигоминьдановские протесты в Нанкине, где в то время располагалось правительство Китайской республики. В марте 1932 года арестован правительством Гоминьдана и заключён в тюрьму № 1 Цзинаня. В том же году приговорён к десяти годам заключения, однако вышел на свободу под залог в конце 1937 года после начала японо-китайской войны 1937—1945 годов. После освобождения организовал и возглавил группу шаньдунских прокоммунистических партизан, а позже стал главой Сулуйского районного комитета КПК (в провинциях Хэбэй, Шаньдун и Хэнань). Принимал активное участие в войне 1937—1945 годов и последующей гражданской войне против правительства Гоминьдана.
В августе 1949 года назначен Первым секретарём парткома КПК вновь образованной провинции Пинъюань. В марте 1950 года при перевозке зерна на государственные хранилища в округе Пуян насмерть замёрзли несколько крестьян и часть животных. Пань Фушэн взял на себя часть ответственности за случившийся инцидент и был понижен в должности до заместителя главы парткома КПК провинции. В ноябре 1952 года провинция Пинъюань была упразднена, большая её часть вошла в состав провинции Хэнань, а Пань был назначен Первым секретарём парткома КПК Хэнани и политкомиссаром военного округа провинции. В сентябре 1956 года избран кандидатом в члены Центрального Комитета Компартии Китая 8-го созыва.
Во время Кампании против правых элементов и Большого скачка поддерживал маршала Пэн Дэхуая, выступавшего против курса коллективизации Мао Цзэдуна, и с одобрения ЦК Компартии Китая стал в связи с этим объектом критики со стороны У Чжипу — своего заместителя и ярого сторонника Мао. В ходе 9-й сессии парткома КПК провинции Хэнань Пань Фушэн и два чиновника более низкого ранга (Ян Цзюэ и Ван Тиндун) подверглись осуждению партноменклатуры и получили клеймо «правых уклонистов антипартийной клики». В конце 1958 года Пань Фушэн был смещён с должности главы парткома КПК провинции Хэнань и отправлен простым работником на сельскохозяйственные работы. Пост Первого секретаря парткома КПК занял У Джипу, взявшийся за безукоснительное проведение политики коллективации, в результате чего провинция Хэнань стала одной из наиболее пострадавших территорией во время Великого китайского голода. По некоторым оценкам с 1959 по 1961 год число умерших от голода в Хэнани превысило 3 миллиона человек:84.
После завершение периода Большого скачка Пань Фушэн был реабилитирован и в 1962 году назначен председателем Всекитайской федерации снабженческих и сбытовых кооперативов в ранге министра.
В октябре 1965 года назначен Первым секретарём парткома КПК северо-восточной провинции Хэйлунцзян и политкомиссаром Хэйлунцзянского военного округа. Вскоре после этого в Китае началась Культурная революция, и 31 января 1967 года Хэйлунцзян стал первой провинцией, в которой был образован местный революционный комитет. В марте 1967 года назначен главой ревкома Хэйлунцзяна, став одним из трёх провинциальных партийных лидеров, вставших во главе революционных комитетов. Большинство партсекретарей провинций в ходе Культурной революции были отстранены от власти радикалами и хунвейбинами.
В апреле 1969 года вошёл в состав Центрального военного совета КНР.
После создания в Хэйлунцзяне революционного комитета образовалась ещё одна группировка, противостоявшая политике Пань Фушэна и пытавшаяся отстранить его от власти. В ходе внутрипровинциальной борьбы Пань широко пользовался своими властными полномочиями, без санкций уполномоченных органов заключая под стражу как членов конкурирующей группы, так и простых людей. В сентябре 1971 года решением ЦК Компартии Китая отстранён от исполнения обязанностей главы ревкома и Первого секретаря провинции Хэйлунцзян, этим же решением было предписано открыть следственные действия в отношении Пань Фушэна.
Скончался в апреле 1980 года в Харбине от инсульта. В 1982 году ЦК КПК выступил с заявлением, в котором Пань Фушэн был официально подвергнут критике за «серьёзные ошибки во время Культурной революции».